# Muntingiaceae
Muntingiaceae é uma família de plantas angiospérmicas (plantas com flor - divisão Magnoliophyta), pertencente à ordem Malvales.
A ordem à qual pertence esta família está por sua vez incluida na classe Magnoliopsida (Dicotiledóneas): desenvolvem portanto embriões com dois ou mais cotilédones.
Esta é uma pequena família que consiste em três espécies repartidas em três géneros:
- Dicraspidia, Muntingia, Neotessmannia.

São plantas arbóreas ou arbustivas das regiões tropicais da América. São próximas da família Tiliaceae e da família Elaeocarpaceae. O antigo Sistema de Cronquist coloca estes géneros na família Tiliaceae.
A espécie mais representativa (Muntingia calabura) está grandemente introduzida em todas as regiões tropicais, sendo o seu fruto comestível.